# Tarnalelesz
Tarnalelesz is een plaats (község) en gemeente in het Hongaarse comitaat Heves. Tarnalelesz telt 1839 inwoners (2002).